# ChargeSPOT

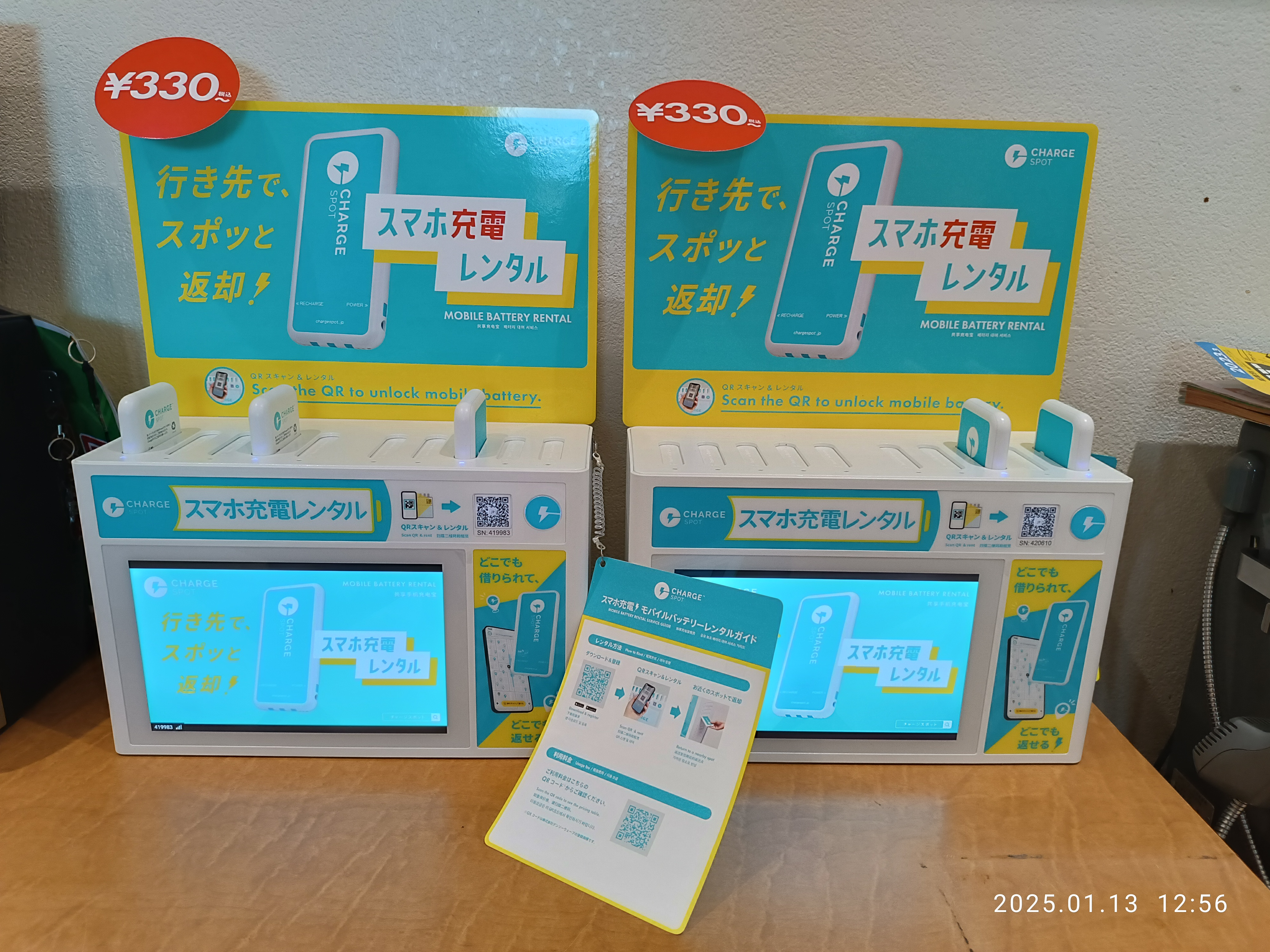
那覇空港にあるChargeSPOT（2025年1月）

ChargeSPOT（チャージスポット）とは、香港発のスマートフォン充電器（モバイルバッテリー）のシェアリングサービスのことである。日本では株式会社INFORICHが2018年4月19日から運営している。

## 歴史
2017年4月に香港の実業家デイヴィス・チャンが前身となるチャ・チャ・ステーション（Cha Cha Station）という充電機レンタルサービスを開始した。2017年6月2日には香港共享充電寶（Hong Kong Shared Battery）を法人として設立している。2017年9月21日に中国の広東省広州市天河区に東共享出行科技有限公司を設立し、中国市場に参入する。その後、共享出行環球股份（Cha Cha Station (Global) Holdings）に改名。2017年11月に日系香港人の実業家である陳日華（チャン　ニッカ、日本名：秋山広宣、英語名：Stephen Chan）が社長を務める株式会社INFORICHが共享出行環球股份を買収する。2018年4月に香港を含めブランド名をChargeSPOTに変更している。
「日本初の持ち運び可能なスマホ充電器シェアリングサービス」として日本においても2018年4月19日から運営を開始した。
サービス名のChargeSPOTはモバイルバッテリーを貸し出す筐体の名称にもなっており、駅やカフェ、スポーツスタジアムなどに設置されているChargeSPOTからモバイルバッテリーを借りて、使用後にChargeSPOT（別の場所にあるChargeSPOTでも可能）に返却するシステムになっている。
海外では香港や台湾などの中華圏やタイにおいて、既にChargeSPOTを展開しており、今後はアメリカ（ハワイ）にも設置する計画がある。
2021年11月の時点で全国に3万台、国外設置分を含めると合計38,300台のChargeSPOTを設置している。国内設置分について、INFORICHは2021年内に35,000台、2022年に6万台、2023年に10万台の設置を予定していることを明らかにしている。
日本国内ではスキマバイトにより在庫偏在解消が行われている。

### モバイルバッテリー
モバイルバッテリー内には3種類のケーブルが内蔵されており、マイクロUSBやUSB Type-C、AppleのLightningに対応している。そのため、INFORICHは日本国内において流通しているほぼ全てのスマートフォンへの充電が可能だとしている。

## 料金
特記事項が記載されていない場合はいずれも0時から適用。

### 2019年1月31日まで（税別）
- 初回利用時に端末保証代金（デポジット）として1,500円（後に1,980円に変更）を預かる[2][5]。
- 最初の1時間は100円。
- 1時間以降から48時間（2日）未満は200円。
- 48時間（2日）以内に返却しなかったり、紛失や破損が発生した場合は前述の端末保証代金全額を徴収する[2]。

### 2019年2月1日から（税別）
- 料金改定に先駆けて、2019年1月25日からデポジット制度は廃止。
- 最初の1時間は150円。
- 1時間以降から48時間（2日）未満は300円。
- 48時間（2日）以内に返却しなかった場合は2,280円。バッテリーは返却不要となる[6]。

### 2019年12月3日12時から（税別）
- 1時間未満は150円。
- 1時間以降から48時間（2日）未満は300円。
- 48時間（2日）以降から72時間（3日）未満は450円。
- 72時間（3日）以降から96時間（4日）未満は600円。
- 96時間（4日）以降から120時間（5日）未満は750円。
- 120時間（5日）以降から144時間（6日）未満は900円。
- 144時間（6日）以降から168時間（7日）未満は1,050円。
- 168時間（7日）以内に返却しなかった場合は前述の6日から7日の利用料金とは別に違約金として1,230円が発生し、合計で2,280円を徴収する[7]。

### 2021年4月1日から（税込）
- 30分未満は165円。
- 30分以降から48時間（2日）未満は330円。
- 48時間（2日）以降から72時間（3日）未満は660円。
- 72時間（3日）以降から96時間（4日）未満は990円。
- 96時間（4日）以降から120時間（5日）未満は1,320円。
- 120時間（5日）以内に返却しなかった場合は前述の4日から5日の利用料金とは別に違約金として1,980円が発生し、合計で3,300円を徴収する[8]。

### 2022年4月1日から（税込）
- 30分未満は165円。
- 30分以降から6時間未満は330円。
- 6時間以降から24時間（1日）未満は480円。
- 24時間（1日）以降から48時間（2日）未満は660円。
- 48時間（2日）以降から72時間（3日）未満は990円。
- 72時間（3日）以降から96時間（4日）未満は1,320円。
- 96時間（4日）以降から120時間（5日）未満は1,650円。
- 120時間（5日）以内に返却しなかった場合は前述の4日から5日の利用料金とは別に違約金として1,980円が発生し、合計で3,300円を徴収する[9]。

### 2023年6月1日から（税込）
- 30分未満は165円。
- 30分以降から3時間未満は360円。
- 3時間以降から6時間未満は450円。
- 6時間以降から24時間（1日）未満は540円。
- 24時間（1日）以降から48時間（2日）未満は900円。
- 48時間（2日）以降から72時間（3日）未満は1,260円。
- 72時間（3日）以降から96時間（4日）未満は1,620円。
- 96時間（4日）以降から120時間（5日）未満は1,980円。
- 120時間（5日）以内に返却しなかった場合は前述の4日から5日の利用料金とは別に違約金として2,000円が発生し、合計で3,980円を徴収する[10]。

### 2024年7月1日9時から（税込）
- 1時間未満は330円。
- 1時間以降から3時間未満は430円。
- 3時間以降から6時間未満は500円。
- 6時間以降から12時間未満は570円。
- 12時間以降から24時間（1日）未満は640円。
- 24時間（1日）以降から48時間（2日）未満は1,000円。
- 48時間（2日）以降から72時間（3日）未満は1,360円。
- 72時間（3日）以降から96時間（4日）未満は1,720円。
- 96時間（4日）以降から120時間（5日）未満は2,080円。
- 120時間（5日）以内に返却しなかった場合は前述の4日から5日の利用料金とは別に違約金として2,000円が発生し、合計で4,080円を徴収する[11]。

### 2025年5月1日9時から（税込）
- 30分未満は165円。
- 30分以降から1時間未満は330円。
- 1時間以降から3時間未満は430円。
- 3時間以降から6時間未満は500円。
- 6時間以降から12時間未満は570円。
- 12時間以降から24時間（1日）未満は640円。
- 24時間（1日）以降から48時間（2日）未満は1,000円。
- 48時間（2日）以降から72時間（3日）未満は1,360円。
- 72時間（3日）以降から96時間（4日）未満は1,720円。
- 96時間（4日）以降から120時間（5日）未満は2,080円。
- 120時間（5日）以内に返却しなかった場合は前述の4日から5日の利用料金とは別に違約金として2,000円が発生し、合計で4,080円を徴収する[12]。

### ChargeSPOT Pass
2022年7月からサブスクリプションサービスである「ChargeSPOT Pass」を開始した。
5日間（120時間）以内であれば、時間に関わらず、月額360円でモバイルバッテリーのレンタルを1回行うことが出来、2回目以降のレンタルも1回につき360円、合計1,800円が上限として定められているので、5回目以降はレンタル回数に関わらず、上限以上の利用料金が課せられることはない。なお、5日間（120時間）以内にモバイルバッテリーを返却しなかった場合は5日間（120時間）毎に360円の料金が発生する。ただし、同利用にはクレジットカード登録しての引き落としが必須となる。
2023年6月1日に料金改定を行い、レンタル1回につき、390円が課金され、上限金額（5回目以降）を1,950円に変更する。
なお、後述の日本国内においてレンタル料金が異なるChargeSPOT並びに海外のChargeSPOTについてはサブスクリプションサービスの対象外となる。

### 東京ディズニーリゾート内でレンタルした場合
2021年10月25日から千葉県浦安市にある東京ディズニーリゾート（東京ディズニーランド・東京ディズニーシー）内のChargeSPOTでもモバイルバッテリーのレンタルサービスを開始した。
なお、東京ディズニーリゾート内でレンタルサービスを利用した場合は同リゾート外で同サービスを利用した場合の料金とは異なっている。また、ChargeSPOTが行っている割引キャンペーンも対象外となる。料金は全て税込。
- 1時間未満は180円。
- 1時間以降から2時間未満は360円。
- 2時間以降から3時間未満は540円。
- 3時間以降から48時間（2日）未満は900円。
- 48時間（2日）以降から72時間（3日）未満は1,080円。
- 72時間（3日）以降から96時間（4日）未満は1,260円。
- 96時間（4日）以降から120時間（5日）未満は1,440円。
- 120時間（5日）以内に返却しなかった場合は前述の4日から5日の利用料金とは別に違約金として1,860円が発生し、合計で3,300円を徴収する[15]。

### ユニバーサル・スタジオ・ジャパン内でレンタルした場合
2022年1月26日から大阪府大阪市にあるユニバーサル・スタジオ・ジャパン内のChargeSPOTでもモバイルバッテリーのレンタルサービスを開始した。
なお、ユニバーサル・スタジオ・ジャパン内でレンタルサービスを利用した場合は同スタジオ外で同サービスを利用した場合の料金とは異なっている。また、ChargeSPOTが行っている割引キャンペーンも対象外となる。料金は全て税込。
- 1時間未満は250円。
- 1時間以降から2時間未満は500円。
- 2時間以降から3時間未満は750円。
- 3時間以降から4時間未満は1,000円。
- 4時間以降から48時間（2日）未満は1,250円。
- 48時間（2日）以降から72時間（3日）未満は1,500円。
- 72時間（3日）以降から96時間（4日）未満は1,750円。
- 96時間（4日）以降から120時間（5日）未満は2,000円。
- 120時間（5日）以内に返却しなかった場合は前述の4日から5日の利用料金とは別に違約金として1,300円が発生し、合計で3,300円を徴収する[17]。